# 五鹿充宗
五鹿 充宗（ごろく じゅうそう、生没年不詳）は、前漢の人。字は君孟。姓が五鹿、名が充宗。
易経を梁丘臨（梁丘賀の子）から学び大家となった。
中書令石顕と親交があり、尚書令となった。彼や中書僕射牢梁が石顕と癒着して地位を得た様を世間では「牢よ石よ、五鹿は客よ。印はなんと多いことよ。綬はなんと長いことよ」と歌った。
同じ易経を修めた京房が元帝に用いられそうになると、京房が石顕らの排除を狙っていたこともあって京房を憎み、石顕と共に京房を退けた。
建昭5年（紀元前38年）、少府に遷る。
元帝は易経の梁丘賀説を好み、少府五鹿充宗と易経を修めた者に議論させ異同を考察しようとした。五鹿充宗は権勢と巧みな弁舌があったため他の学者は彼に対抗しようとせず、病気と称して出てこなかったが、侠客上がりの易経学者朱雲は堂々と五鹿充宗を論難した。儒者たちはこのことを指して「五鹿の長い角を朱雲が折った」と言った。
元帝が死亡し成帝が即位すると、石顕は失脚した。それと共に五鹿充宗も左遷され、玄菟太守となり、同じく石顕の派閥であった伊嘉は雁門都尉となり、牢梁や陳順は罷免された。この様を世間では「伊は雁門に、鹿は玄菟に。牢と陳とは価値が無いので取り去った」と歌った。